# Зосимович Володимир Павлович
Волод́имир П́авлович Зосим́ович (30 (18 за юліанським календарем) жовтня 1899 року, село Шаповалівка, Борзнянський повіт, Чернігівська губернія, Російська імперія — 18 січня 1981 року, Київ, УРСР) — український генетик і селекціонер, доктор біологічних наук, член-кореспондент АН УРСР (1961).

## Біографія
У 1926 році закінчив Київський сільськогосподарський інститут. Після завершення навчання працював Науковому інституті селекції, перейменованому надалі в Український (пізніше Всесоюзний) науково-дослідний інститут цукрової промисловості. У 1944—1959 роках очолював лабораторію селекції і генетики буряків цього інституту. Паралельно у 1952—1954 роках викладав у Київському сільгоспінституті.
У 1959—1963 роках завідував відділом генетики Центрального республіканського ботанічного саду. У 1963 році очолив відділ генетики Інституту ботаніки АН УРСР.

Могила Володимира Зосимовича, Байкове кладовище

У 1968 році став співорганізатором сектору молекулярної біології і генетики Інституту мікробіології і вірусології АН УРСР. Коли 1973 року цей сектор був виокремлений у Інститут молекулярної біології і генетики АН УРСР, очолив там відділ цитогенетики і поліплоїдії, яким завідував до смерті.
Помер на 82-му році життя 18 січня 1981 року. Похований разом з родиною на Байковому кладовищі (ділянка № 33, 50°25′3.81″ пн. ш. 30°30′5.57″ сх. д. / 50.4177250° пн. ш. 30.5015472° сх. д.).

### Родина
- Брат — електрохімік, доктор хімічних наук Дмитро Зосимович.
  - Племінниця — астроном, кандидат фізико-математичних наук Ірина Зосимович (1937—2011)[2].
- Племінник — стратиграф, палеонтолог, доктор геолого-мінералогічних наук Володимир Зосимович (1933—2022).

## Науковий внесок
Досліджував генетику та еволюцію різних видів буряку. Здійснив декілька експедицій до Грузії, Вірменії та Азербайджану, з однієї з яких описав новий вид буряку Beta corolliflora Zoss. Разом зі співробітниками вивів кілька однонасінних сортів буряку, вперше в СРСР. Також одержав кілька міжвидових гібридів. Створив теорію походження видів дикого, культурного та цукрового буряку.
Сприяв відновленню генетичних досліджень в Україні після періоду лисенківщини.

## Наукові праці
- Полевой определитель сортов сельскохозяйственных растений свеклосеющей зоны. К., 1932
- Центры происхождения и истории культурной свеклы // Сов. сахар. 1936. № 4
- Эволюция маревых и рода Beta L. // Сб. науч. тр. по селекции, агротехнике, механизации и защите растений сахар. свеклы и других культур. К., 1958. Т. 38
- Полиплоидные сорта сахарной свеклы // Сахар. пром-сть. 1960. № 5
- Жизненные формы, полиплоидия и эволюция видов семейства центросеменных // Цитология и генетика: Респ. межвед. сб. К., 1965
- Полиплоидия и ее значение в эволюции и селекции покрытосеменных растений // Эксперим. полиплоидия в культур. растений: Сб. К., 1974.

### Окремі розділи
- Свекловодство, т. 1, К., 1940
- Селекция сахарной свеклы на повышение сахаристости, Москва, 1957
- Полиплоидия и селекция, Москва; Ленинград, 1965

## Нагороди
- Премія імені В. Я. Юр'єва АН УРСР (1964)
- Ленінська премія в галузі науки й техніки (1960)

## Пам'ять
На честь сторіччя Зосимовича в 1999 році на будівлі Інституту молекулярної біології і генетики НАН України було встановлено меморіальну таблицю.